# Mossbylund
Hotell Mossbylund är ett fyrstjärnigt hotell beläget vid Mossbystrand tre kilometer öster om Abbekås mellan Ystad och Trelleborg i Skurups kommun.
Mossbylund byggdes under 1800-talet och var då en bondgård. I slutet av 1980-talet byggdes gården om först till lägenhetshotell och senare även för konferenser.
Lokalerna och byggnaderna berättar om platsens historia med namn som 
Stallet, Båthuset, Logen och Vagnstallet. Hotellrummen har i sin tur 
fått namn från såväl skepp som seglat utanför sydkusten som korna som 
betat på fälten.
Hotellet utökade 2013 sin verksamhet med 18 nya 
hotellrum samt två stora konferenssalar. Byggnaden går under namnet 
Ladan och erbjuder moderna rum med bibehållen känsla av det lokala, 
lantliga och mysiga. I Ladan finner man också hotellets nya 
avkopplande spa Brunnen som erbjuder behandlingar, inomhuspool, 
utomhusbad med mera.
Under 2020 invigs hotellets senaste tillbyggnad som är i form av en silo. Denna kommer innehålla både hotellrum och en konferensanläggning.